# Специализированные вузы (Франция)
Специализированные вузы (фр. Les établissements d'enseignement supérieur spécialisés) - категория французских вузов согласно Кодексу образования.

## Состав
В эту категорию входят:
- Сельскохозяйственные и ветеринарные вузы (фр. Les établissements d'enseignement supérieur agricole et vétérinaire)
- Архитектурные школы (фр. Les écoles d'architecturee)
- Школы коммерции (фр. Les écoles de commerce)
- Национальные горные школы  (фр. Les écoles nationales des mines)
- Высшие военные школы (фр. Les écoles supérieures militaires)
- Санитарные и социальные школы (фр. Les écoles sanitaires et sociales)
- Национальная высшая морская школа (фр. L'Ecole nationale supérieure maritime)
- Национальный фонд политических наук (фр. La Fondation nationale des sciences politiques)
- Вузы музыкального, танцевального, театрального и циркового искусства (фр. Les établissements d'enseignement supérieur de la musique, de la danse, du théâtre et des arts du cirque)
- Вузы изобразительных искусств (фр. Les établissements d'enseignement supérieur d'arts plastiques)